# Šindži Tanaka
Šindži Tanaka (japonsko 田中 真二), japonski nogometaš in trener, 25. september 1960.
Za japonsko reprezentanco je odigral 17 uradnih tekem.